# Bohemia B-5
Bohemia B-5 byl československý jednomotorový dvojplošný cvičný letoun. Bylo to první letadlo vyrobené v nově vzniklém Československu.

## Historie
Letoun B-5 byl postaven plzeňským spolkem Bohemia, který již před první světovou válkou postavil čtyři letouny označené Bohemia B-1 až B-4. Konstruktérem letounu byl český letecký průkopník a konstruktér Ing. Oldřich Haller. Stavba letounu proběhla v listopadu a prosinci 1918 v hangáru sdružení Bohemia v Plzni-Borech, potřebné díly vyrobila plzeňská továrna J. K. Rudolfa. První let stroje proběhl 27. dubna 1919 na letišti Bory. Letoun poprvé zalétal člen spolku Bohemia Rudolf Polanecký.
Dne 17. května 1919 stroj letem nad Plzní vítal presidenta T. G. Masaryka, při návratu na letiště však havaroval. Pilot letounu Polanecký přežil, pilotní žák Josef Klíbr při nehodě zahynul. Sdružení Bohemia stroj během šesti týdnů opravilo. Po opravě stroj sloužil až do 10. srpna 1919 na letišti Bory a poté byl přelétnut na letiště Kbely, odkud létal do konce své kariéry. Sloužil například k výcviku, vyhlídkovým letům, nebo shazování reklamních letáků. Uskutečnil také několik letů do Mladé Boleslavi či Poděbrad. Roku 1922 Polanecký zahynul při havárii letounu Phöenix D.II, sdružení Bohemia zaniklo a jeho letouny byly rozprodány. Novým majitelem B-5 se stal továrník Jaroslav Wiesner. Protože původní motor N.A.G. byl ve špatném stavu, byl letoun roku 1924 přestavěn na kluzák. Přestavba patrně nebyla příliš podařená, neboť pro ni B-5 nebyl vhodný. Pravděpodobně někdy ve druhé polovině dvacátých letech B-5 s originálním motorem přešel do vlastnictví Národního technického muzea.

## Obnova letounu
Po svém vyřazení letoun strávil mnoho let bez motoru v muzejních depozitářích. Roku 2004 byla zahájena jeho renovace. V květnu bylo torzo trupu a křídel převezeno z depozitáře ve Vojenském technickém muzeu Lešany do Leteckého muzea Kbely. Nakonec byla použita původní křídla, ke kterým byla postavena replika trupu s maketou motoru NAG. Rekonstrukce probíhala do roku 2013, přičemž kvůli absenci technické dokumentace pracovníci kbelského muzea vycházeli především z dobových fotografií letounu.
Zrekonstruovaný letoun B-5 byl veřejnosti představen 26. dubna 2014 při zahájení 46. muzejní sezóny Leteckého muzea Kbely.

## Specifikace (Bohemia B-5)

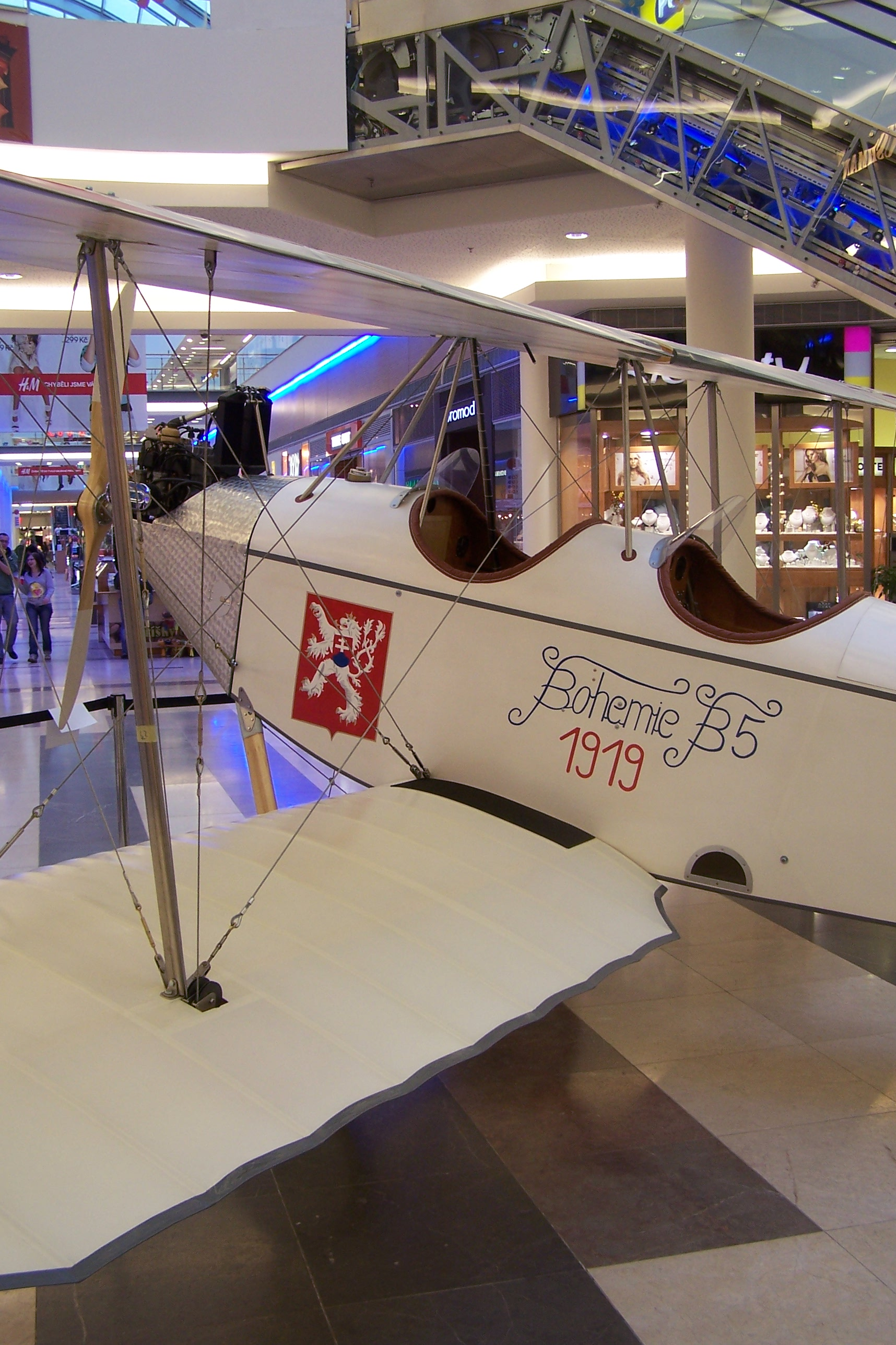
Detail

### Technické údaje
- Posádka: 2
- Délka: 6,7 m
- Rozpětí horního křídla: 8 m
- Rozpětí dolního křídla: 7,2 m
- Hloubka křídla: 1,3 m
- Výška: 2,8 m
- Nosná plocha: 18,05 m²
- Prázdná hmotnost: 340 kg
- Max. vzletová hmotnost: 520 kg
- Pohonná jednotka: 1× N.A.G.
- Výkon pohonné jednotky: 40 k

### Výkony
- Cestovní rychlost: ? km/h ve výšce ? m
- Maximální rychlost: 110 km/h ve výšce ? m
- Dostup: 1500 m